# Droga, z której się nie wraca
Droga, z której się nie wraca – opowiadanie z gatunku fantasy, napisane przez Andrzeja Sapkowskiego i opublikowane w 1988.

## Historia
Opowiadanie zostało opublikowane po raz pierwszy w 1988 w sierpniowym numerze miesięcznika "Fantastyka". Ukazało się następnie w zbiorach opowiadań: Wiedźmin (1990), Coś się kończy, coś się zaczyna (2000) oraz Opowieści o wiedźminie, tom 1 (2002).
Na jego podstawie powstał komiks autorstwa Bogusława Polcha pt. Droga bez powrotu.

## Fabuła
Opowiadanie opisuje przybycie do wioski Klucz pewnej druidki Visenny, która po drodze spotyka nieznajomego wojownika Korina lecząc go z odniesionych ran. Okazuje się, że została ona wysłana przez Krąg Druidów, by wyjaśnić sprawę kościeja – potwora, który od jakiegoś czasu nęka okolicę blokując trakt kupiecki na przełęczy prowadzącej do kopalń jaspisu i jadeitu w Amellu. Pomaga m.in. zorganizować okoliczną ludność do walki z bandą zbójów łupiących wioski pod patronatem kościeja. Ostatecznie, dzięki informacjom zdobytym od pojmanego czarownika, razem z Korinem i miejscowym kowalem Mikulą, Visenna pokonuje potwora wypełniając swoje zadanie.

## Odbiór
W 2012 zbiór Maladie i inne opowiadania zrecenzował dla portalu Poltergeist (polter.pl) recenzent o pseudonimie Camillo. Opowiadanie uznał za słabe, pisząc, że miała to być powieść, która została skrócona do krótszej formy, co opowiadaniu "nie wyszło... na dobre – urywana narracja i naciągane zwroty akcji skutecznie odbierają przyjemność z lektury.".

## Analiza
Początkowo, opowiadanie to nie miało nawiązywać do świata z cyklu o wiedźminie, gdyż autor wówczas tego cyklu jeszcze nie planował, ale w późniejszych dziełach odwoływał się do jego fabuły czyniąc jedną z postaci matką wiedźmina Geralta z Rivii – głównego bohatera całej serii opowiadań i powieści.